# Kudzu (Film)
Kudzu ist ein US-amerikanischer Dokumentar-Kurzfilm von Marjorie Anne („Marjie“) Short aus dem Jahr 1977.

## Inhalt
Der 16-minütige Farbfilm beschäftigt sich auf humorvolle Weise mit der Pflanze Kudzu und den Auswirkungen ihrer invasiven Ausbreitung im Südosten der USA. Geschichtliche Hintergründe werden beleuchtet wie die erstmalige Einführung der Pflanze aus Japan im Jahr 1876, ihre ursprüngliche Nutzung in den 1930ern als Erosionsschutz, bis hin zu den durch sie angerichteten Schäden an der einheimischen Vegetation. Die Dokumentation zeigt auch aus dieser Entwicklung entstandene kulturelle Phänomene wie die Wahl einer „Kudzu Queen“ und Musik der Kudzu Band. Im Film wechseln sich Ausschnitte aus Interviews, Landschaftsaufnahmen, Fotografien und erklärende Zeichnungen ab. Zu Wort kommen unter anderem der Botaniker Tetsuo Koyama, der damalige US-Präsident Jimmy Carter und der Dichter James Dickey, welcher aus seinem Gedicht Kudzu zitiert.

## Hintergrund
Die Dokumentation Kudzu entstand, während Marjie Short an der Boston University studierte, wo sie 1977 mit dem Master of Science im Fach Film abschloss. Das National Endowment for the Arts (NEA) förderte das Filmprojekt mit 11.100 Dollar, davon waren 7.500 Dollar für die Produktion vorgesehen. Die zweiwöchigen Dreharbeiten im Süden, an denen eine fünfköpfige Crew beteiligt war, fanden im August 1975 statt. Die Aufnahmen mit Jimmy Carter entstanden, nachdem Short von seinem Besuch auf dem Haymarket in Boston erfahren hatte und ihn dort mit einem Interview über Kudzu überraschte. Short legte bei der Fertigstellung des Films besonderen Wert darauf, ihn so witzig wie möglich zu machen, um die Aufmerksamkeit des Publikums aufrechtzuerhalten. Bei den umfangreichen Schneidearbeiten wurde sie von Loren Miller unterstützt. Die erste Verleihkopie wurde bei dem New Yorker Filmlabor DuArt erstellt, den Vertrieb übernahm Pyramid Films.

## Rezeption
Kudzu lief nach seiner Fertigstellung auf verschiedenen Festivals wie dem Virgin Islands Film Festival und gewann einige Preise. Bei der Oscarverleihung 1977 wurde Marjie Short für die Produktion in der Kategorie „Bester Kurzfilm“ nominiert.
Medienwissenschaftler Gorham Kindem sieht bei seiner Beurteilung von Kudzu gewisse ethische Probleme darin, dass Short im Zuge der Nachbearbeitung Ausschnitte aus verschiedenen Interviews kleinteilig so zusammengefügt habe, dass manche Aussagen nicht mehr dem entsprächen, was ursprünglich gemeint war. Dadurch entstehe zwar ein „extrem witziger und unterhaltsamer Effekt“, mitunter grenze es jedoch an ein Lustigmachen über einige Personen, die in Kudzu erscheinen. Insgesamt schätzt Kindem dieses Problem aber als geringfügig ein und zieht ein positives Fazit über den kulturellen und künstlerischen Wert des Films.